# Kurfyrstedømmet Braunschweig-Lüneburg
Kurfyrstedømmet Braunschweig-Lüneburg (uformelt Kurfyrstedømmet Hannover, tysk Kurfürstentum Braunschweig-Lüneburg) var det niende kurfyrstedømme i det Tysk-Romerske Rige. Det blev oprettet i 1692, da kejser Leopold I ophøjede hertug Ernest Augustus til kurfyrsten i riget som tak for hans støtte under ni-årskrigen. Der var protester mod at oprette en ny kurfyrste, og den nye status vandt ikke juridisk kraft, førend han var godkendt i parlamentet i 1708.

## Historie
I 1714 var Georg Louis konge i Det Forenede Kongerige og Hertugdømmet Braunschweig-Lüneburg og Storbritannien var en del af en personalunion. Kurfyrstens ejendomme voksede i Tyskland da han overtog de formelt svenske landområder Bremen og Verden i 1719, og som en del af den tyske Reichsdeputationshauptschluss fra 1803 fik kurfyrstedømmet fyrstbiskopsdømmet Osnabrück. Kurfyrsten opholdt sig altovervejende i England og direkte kontakt med kurfyrstedømmet foregik gennem det tyske kancelli i St. James's Palace i London.
I 1803 blev kurfyrstedømmet besat af den franske og preussiske tropper efter Artlenburg-konventionen. I 1806 blev Det Tysk-Romerske Imperium afskaffet. Efter freden i Tilsit af 1807 blev området under det hidtidige kurfyrstedømme sammen med områder afgivne fra Preussen forvandlet til Kongedømmet Westfalen, styret af Napoleons broder Jérôme Bonaparte. George III anerkendte ikke Frankrigs annektering og de hannoveranske ministre fortsatte deres arbejde fra London. Regeringen i Braunschweig-Lüneburg formåede at fastholde holde deres egne diplomatiske tjenester i forhold til det østrigske imperium og Preussen, som Storbritannien teknisk set i krig med. Hæren i Hertugdømmet Braunschweig-Lüneburg blev opløst, men mange af dens officerer og soldater rejste til England, hvor de dannede den tyske hær under kongen. Legionen var den eneste tyske hær, som kæmpede vedvarende mod franskmændene under Napoleonskrigene.
Den franske havde kontrol over kurfyrstedømmet til oktober 1813 da området blev overtaget af russiske kosakker, og Slaget ved Leipzig samme måned bragte en endelig afslutning på områdets stilling som napolionsk klientstat samt hele Rhinforbundet, og Huset Hannover overtog bestyrelsen igen. Hannover blev omdannet til kongedømme ved Wienerkongressen i 1814.